# タトラT3M
タトラT3Mは、チェコスロバキア（現：チェコ）のプラハに存在したČKDタトラが製造した路面電車車両（タトラカー）のタトラT3のうち、同社によってサイリスタチョッパ制御方式の制御装置への交換が実施された車両の形式である。

## 概要・運用
1960年に試作車が製造され、1963年から量産が開始されたタトラT3は、タトラ国営会社が生産する路面電車車両「タトラカー」でも最大の生産数を記録し、1989年までに1,4011両もの車両が東側諸国各地に導入された。これらの車両はアメリカ合衆国で開発されたPCCカーと呼ばれる路面電車の技術を基にしており、制御装置についても円状に多数の抵抗器を配置し回転式の接触器によって抵抗の増減を行う多段式の抵抗制御方式が用いられたが、この機構には抵抗器の保守の手間に加え、熱損失や消費電力の多さという欠点が存在した。これを解消すべく、制御装置をサイリスタチョッパ制御方式を用いるTV1形に交換したのがT3Mである。この改造を受けた車両は、前後の屋根上に直方体のカバーに包まれた抵抗器が設置されている。
1971年に試作車が完成し、1973年からプラハ市電で試験も兼ねた営業運転に投入された。補助電源装置のブラインドのフィルターの追加など改良が必要となった点はあったものの、起伏の多い路線での高頻度運転に適し、車庫での低速運転も容易になったT3Mは高い評価を受け、TV1形制御装置の量産と共に1977年からチェコスロバキア各都市のT3が改造を受けた。その一方で、初期の電機子チョッパ制御装置であったTV1は製造・設置費用が嵩んだ事に加えて故障が頻発し、オストラヴァ市電ではコンデンサーの破損やショートによる火災が発生する事態となった。だが、改良型のTV2形制御装置の開発が難航していた事に加え、製造元がタトラT3の更新用の電機子チョッパ制御装置の生産を終了した事で、タトラT3Mの改造は1981年に終了し、以降は従来型の抵抗制御装置を用いたT3（T3SU、T3SUCS）の導入が再開される事となった。
その後、チェコスロバキアの民主化やチェコとスロバキアへの分離（ビロード離婚）を経た1996年から1997年にかけて、プラハ市電に在籍していた車両のうち車体の老朽化が進行した18両を対象に、より新しいT3SUCSと同型車体への交換や暖房装置や電気機器、運転台の改良を行ったT3M.2-DMCへの更新工事が行われている。更に一部車両については2000年以降制御装置を再度交換したタトラT3R.Pへの改造が実施されている。

## ギャラリー

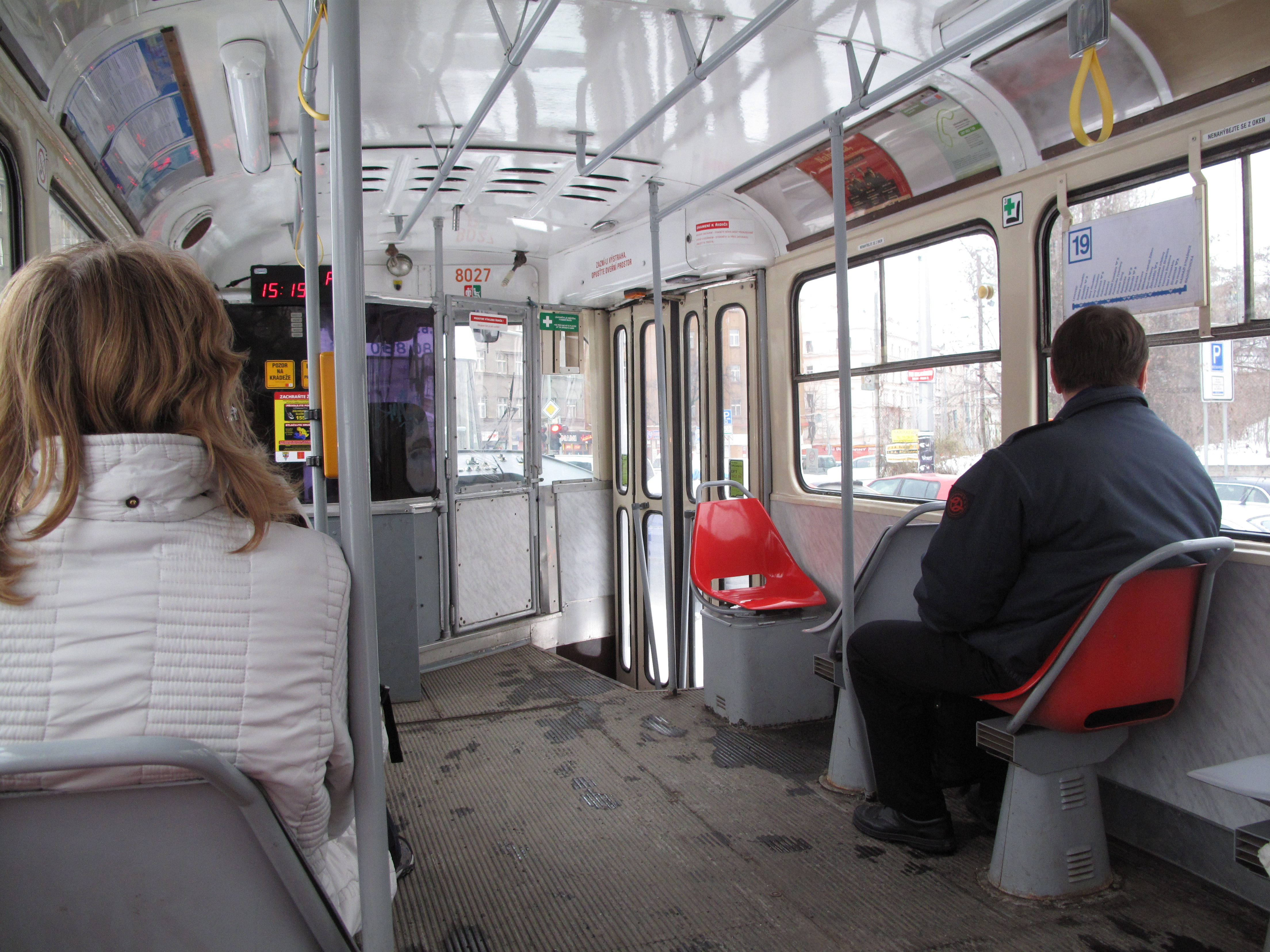
車内（プラハ）
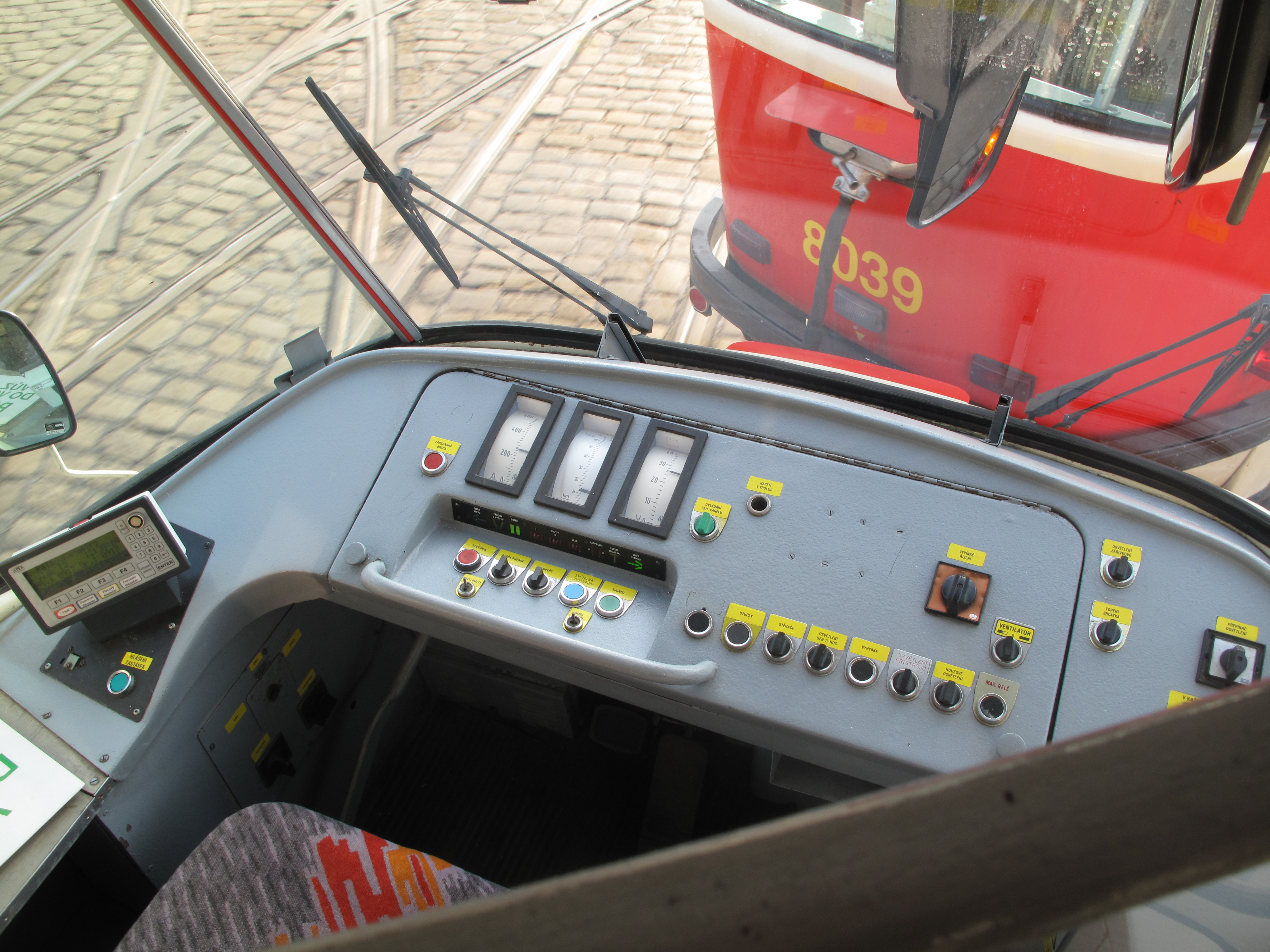
運転台（プラハ）
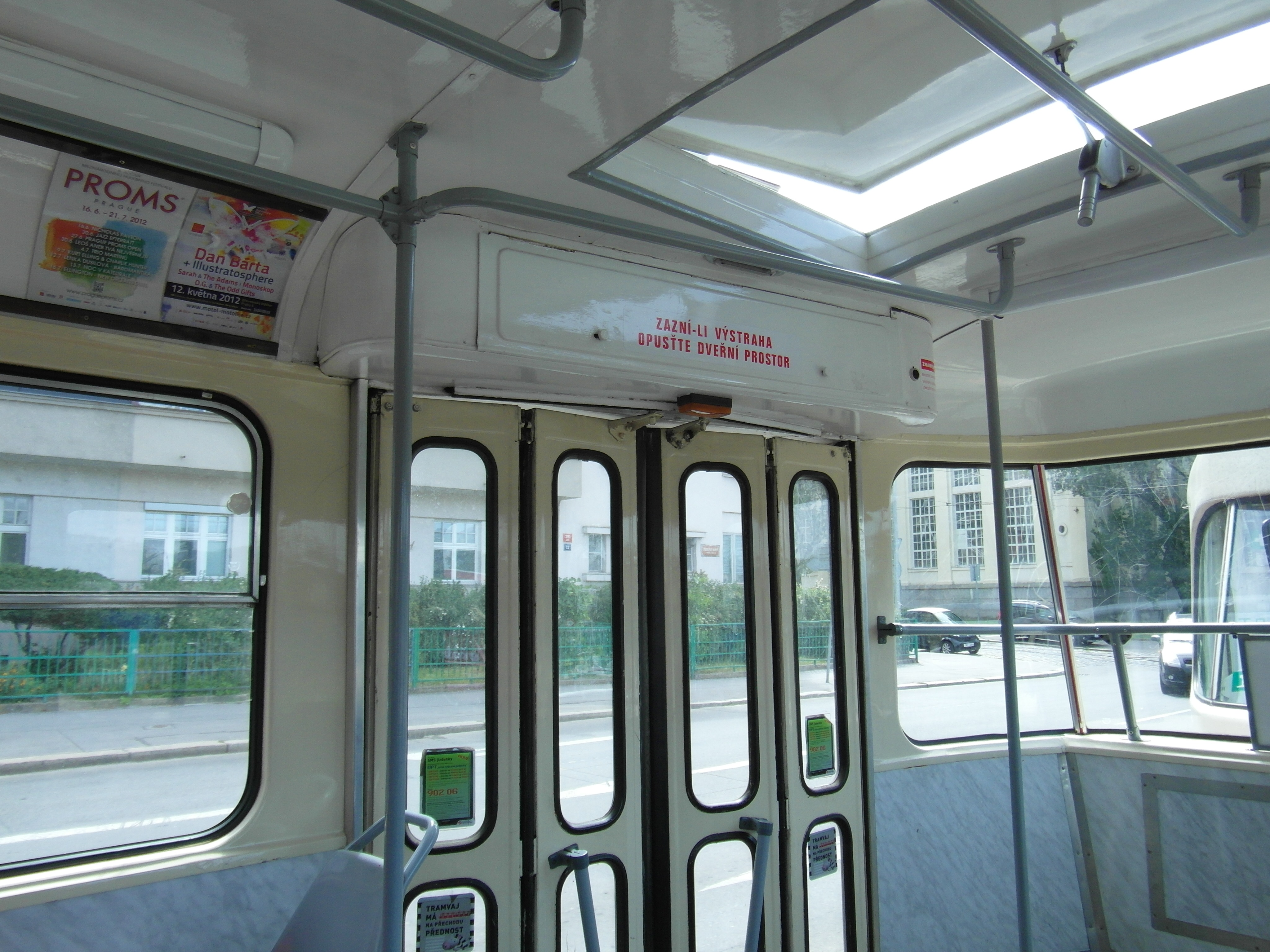
乗降扉（プラハ）

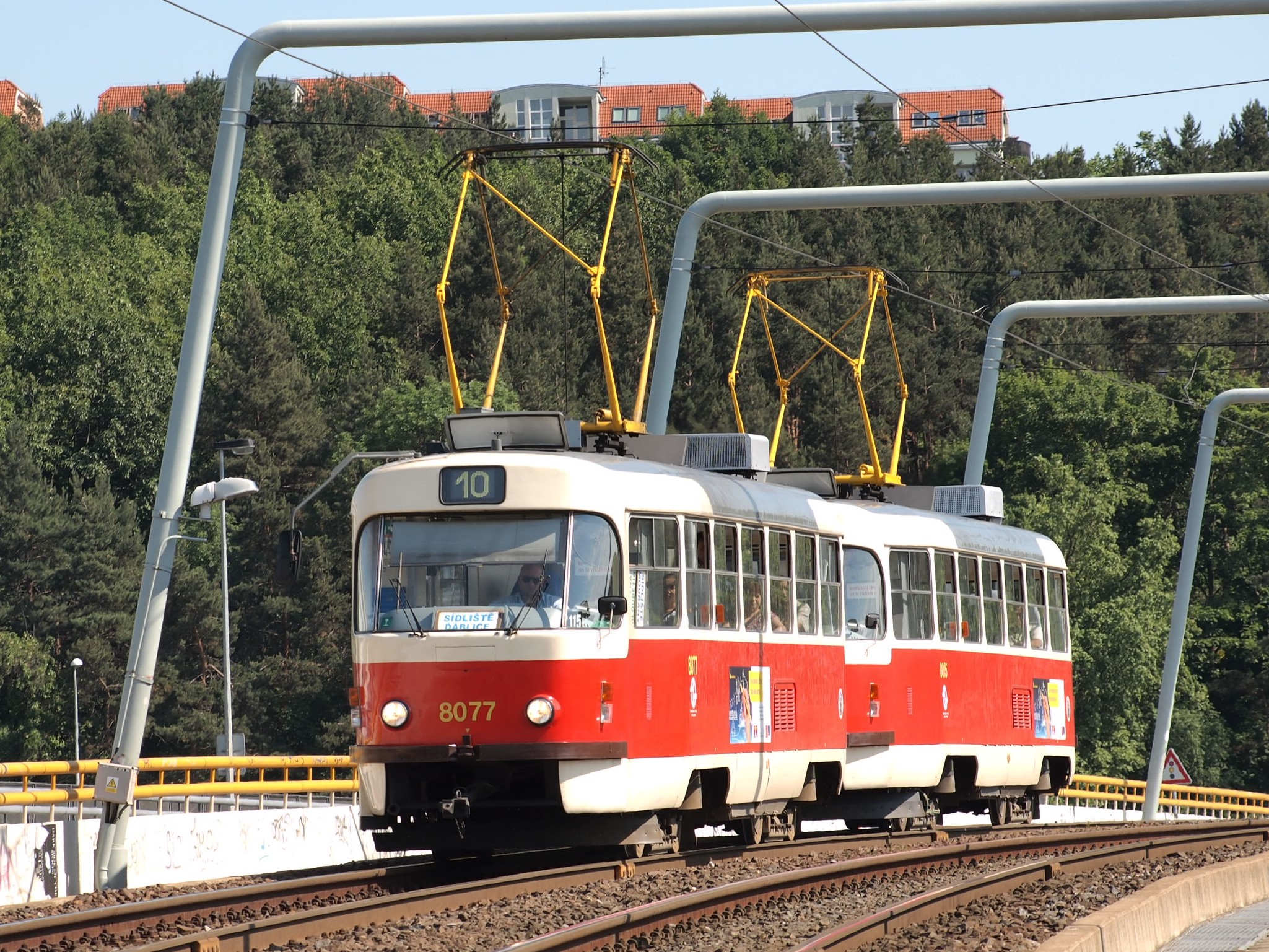
T3M （チェコ：プラハ）
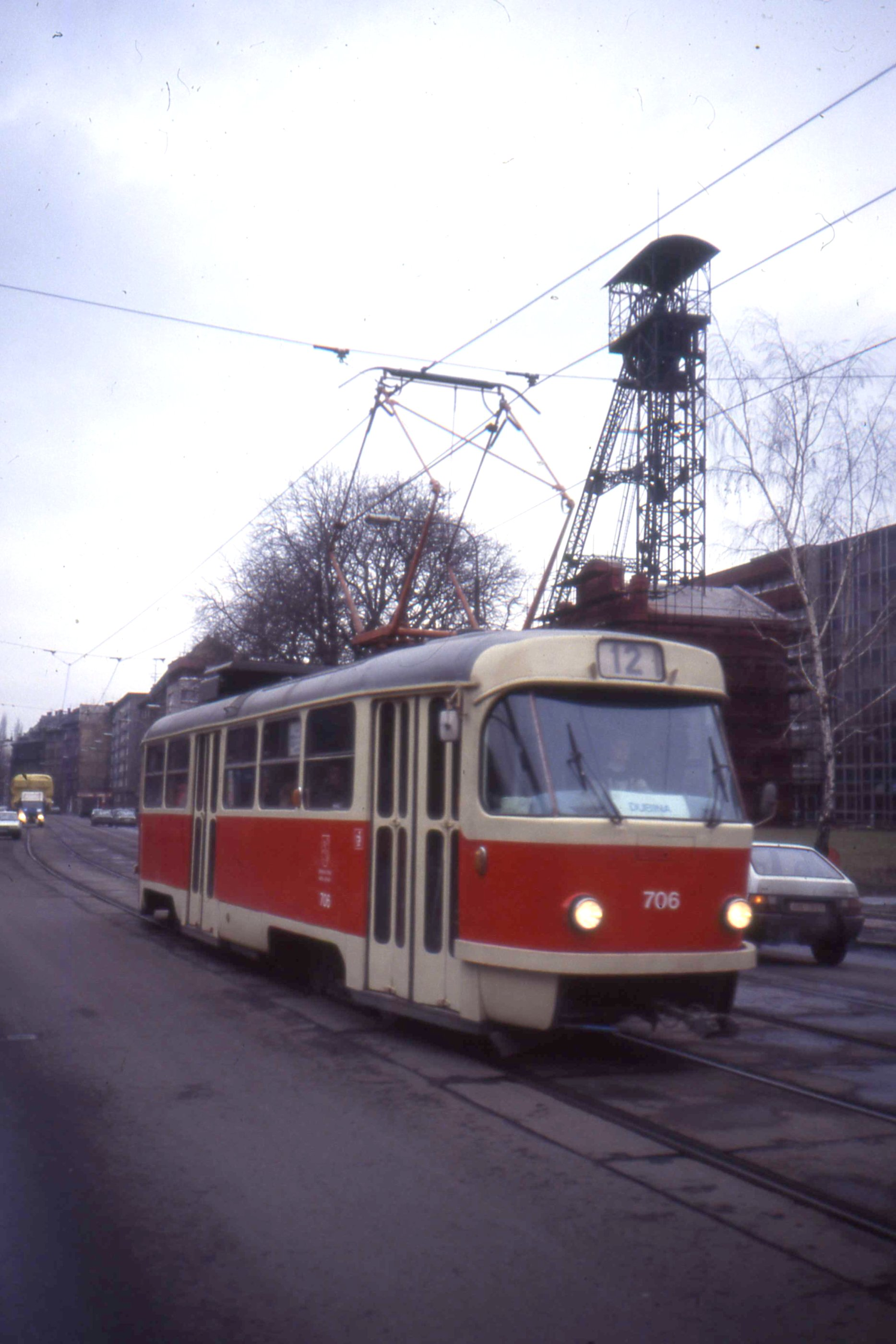
T3M （チェコ：オストラヴァ）
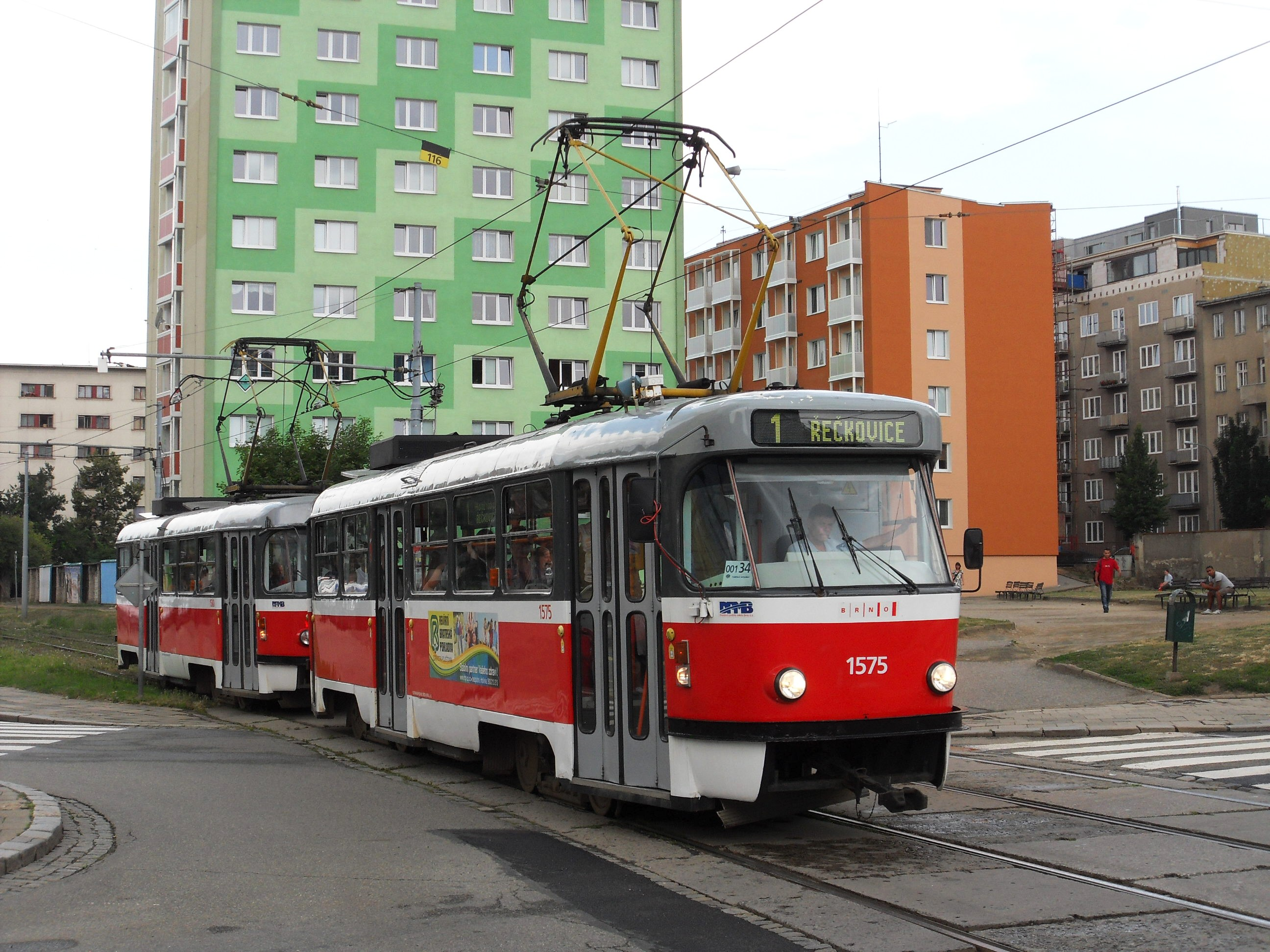
T3M （チェコ：ブルノ）
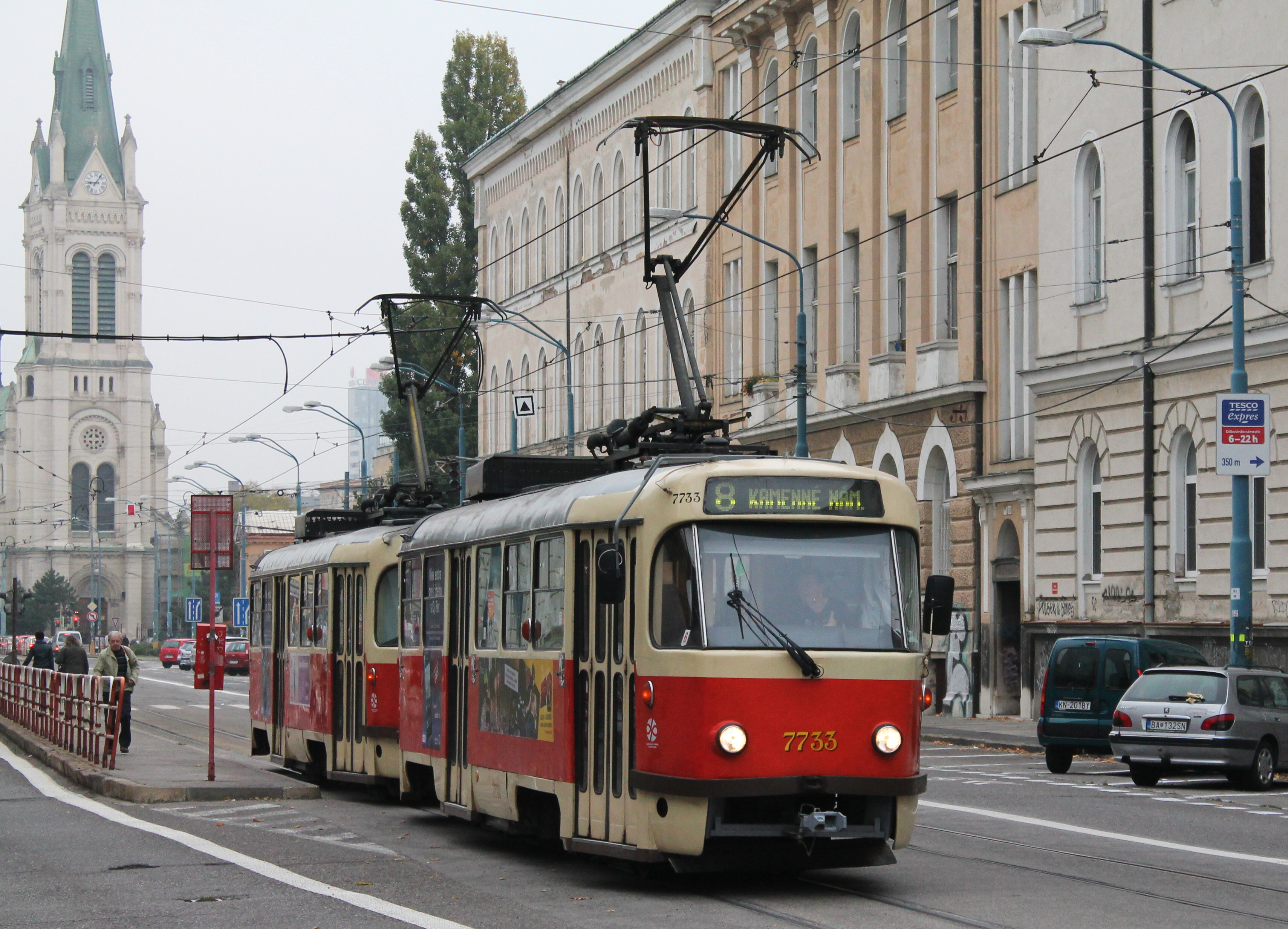
T3M （スロバキア：ブラチスラヴァ）
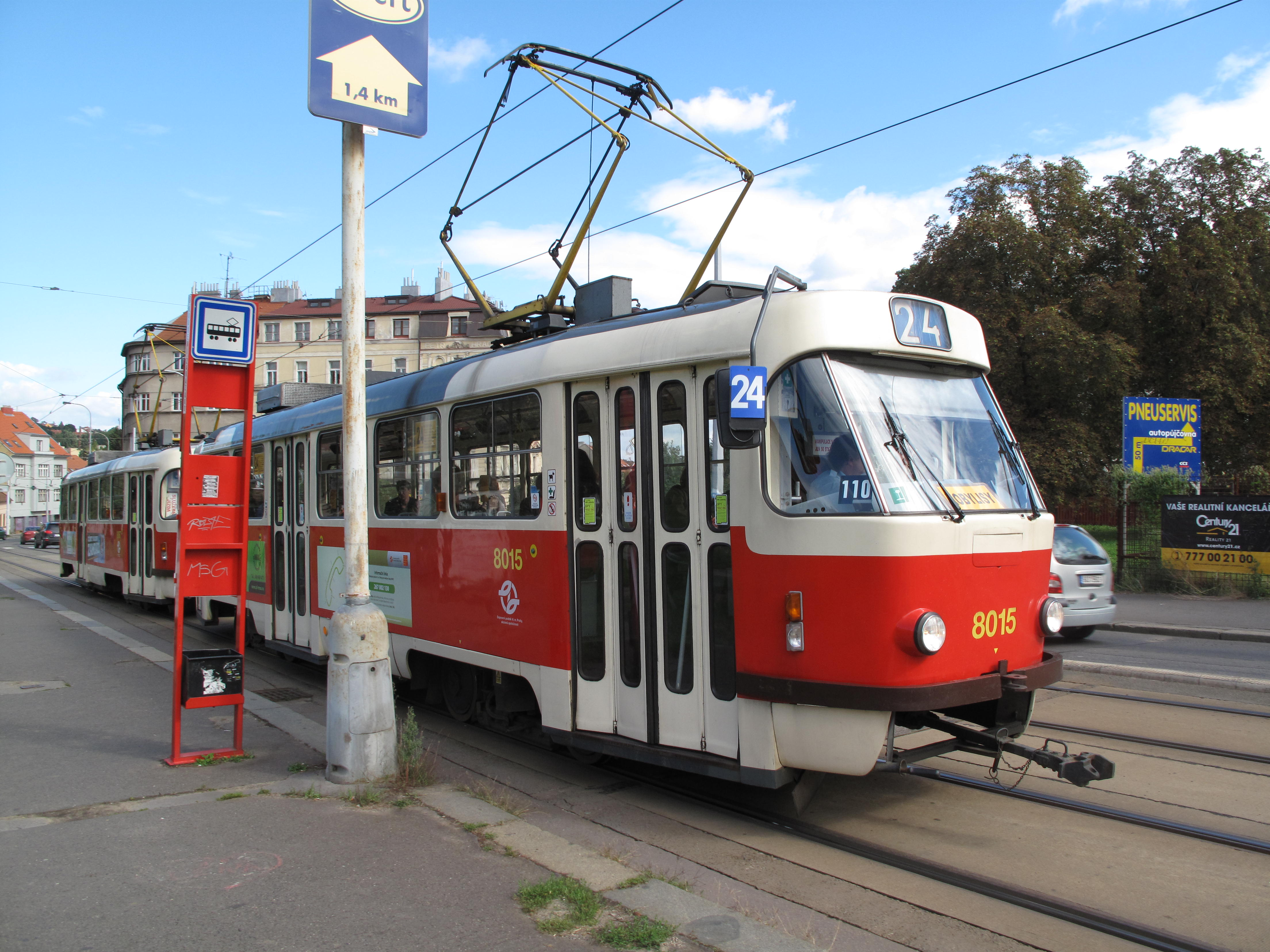
T3M.2-DMC （チェコ：プラハ）